# Arcana (manga)
Pour les articles homonymes, voir Arcana.
Arcana (アルカナ, arukana) est un manga japonais de Yua Kotegawa dont la parution japonaise ayant débuté en décembre 2001 est terminée. Il a d'abord été prépublié dans Weekly Young Jump à partir de Septembre 2000.
De genre seinen, Arcana est une histoire de style fantastique empreinte d'une touche d'horreur et de romance mettant en scène une énigmatique jeune femme amnésique et 2 policiers.
Sur une histoire sombre (mais non dénuée d'humour), le mangaka a choisi de plaquer des personnages qui se distinguent par la finesse et la clarté de leur dessin, et des fantômes d'un dessin plus chargé, plus travaillé.

## Inspiration
Selon le mangaka, Arcana serait la synthèse de deux mangas. Issu d'un pilote publié dans Ottori sōsa volume 7 qui fut laissé de côté par manque de temps, l'auteur l'aurait repris pour y ajouter, pour humaniser le récit, des éléments d'une histoire d'amour qu'il avait préparé, pour aboutir ainsi à l'histoire finale.
Arcana se situe dans la lignée d'Anne Freaks, qui l'a précédé, bien que moins violent et décalé.

## Synopsis
Une jeune fille amnésique prévient de l'explosion imminente d'une bombe. Après l'explosion, la police l'interroge et celle-ci révèle avoir appris cela par des esprits. D'abord incrédule, les 2 policiers lui font rapidement confiance et celle-ci leur permets de régler d'autres affaires; pour leur malheur car leurs supérieurs n'apprécient guère leur rapports.
Au fur et à mesure de leur rencontre, l'inspecteur Murakami s'attache à la jeune fille et découvre l'étendue de ses capacités hors du commun. Est-elle vraiment humaine ?

## Personnages
- Maki (nom temporaire) : {17 ans, 1,59 m, 43 kg, pointure : 23,5 cm} Ayant l'apparence d'une jeune fille, elle est amnésique, est pensionnaire d'un hôpital psychiatrique et perd systématiquement la mémoire de ses déplacements. Au contact des 2 inspecteurs, elle se découvre d'étranges pouvoirs: elle voit et parle aux morts, peut les faire voir aux autres, peut se téléporter et être contactée par la pensée. On découvrira qu'elle est un "esprit vivant".

- Kenshō Murakami  : Inspecteur, amoureux de Maki, il est rapidement convaincu de la véracité de ses pouvoirs. Il se révèlera également doté du pouvoir de voir les morts.

- Nakabayashi : Inspecteur d'âge inférieur à Murakami, il est son fidèle collègue et accumule les dettes pour entretenir une femme.

- Seiichirō : Arrière-grand-père de Murakami. Il est la "personne de derrière", celle qui veille sur Murakami. Il possède une aura très puissante pouvant repousser les mauvais esprits.

- Miya Totsuka : {16 ans} Victime d'une malédiction, sauvé par Maki et Murakami (pour son malheur), elle devient la première amie de celle-ci.

- Natsu : De nature similaire à celle de Maki, elle prétend "dévorer les méchants".

- Michiru : De la même nature que Maki, il est devenu maléfique en enviant la vie de son "créateur".

## Univers
La particularité de l'univers d'Arcana, c'est bien sûr l'esprit vivant. Comme expliqué dans certaines traductions, d'autres mythologie en recensent, les gnomes, les sylphides, les nymphes.
Ceux d'Arcana ont les particularités suivantes :
- Ils sont issus d'une personne vivante, qui la crée lorsqu'elle a peur de mourir, comme pour se sauver, ou, semble-t-il, en cas de conflits interne.
- Ils vieillissent et finissent par mourir, à moins d'absorber les âmes de personnes vivantes.
- Ils sont enclins à tuer la personne qui les a créés, pour se venger de leur existence sans but, sans attache.
- Ils communiquent avec les morts, permettent aux hommes de faire de même, ils peuvent se téléporter et faire de la télékinésie.

Les esprits, morts ou vivants peuvent être bons ou mauvais.